# Nomada lucidula
Nomada lucidula är en biart som beskrevs av Schwarz 1967. Nomada lucidula ingår i släktet gökbin, och familjen långtungebin. Inga underarter finns listade i Catalogue of Life.